# 高压共轨

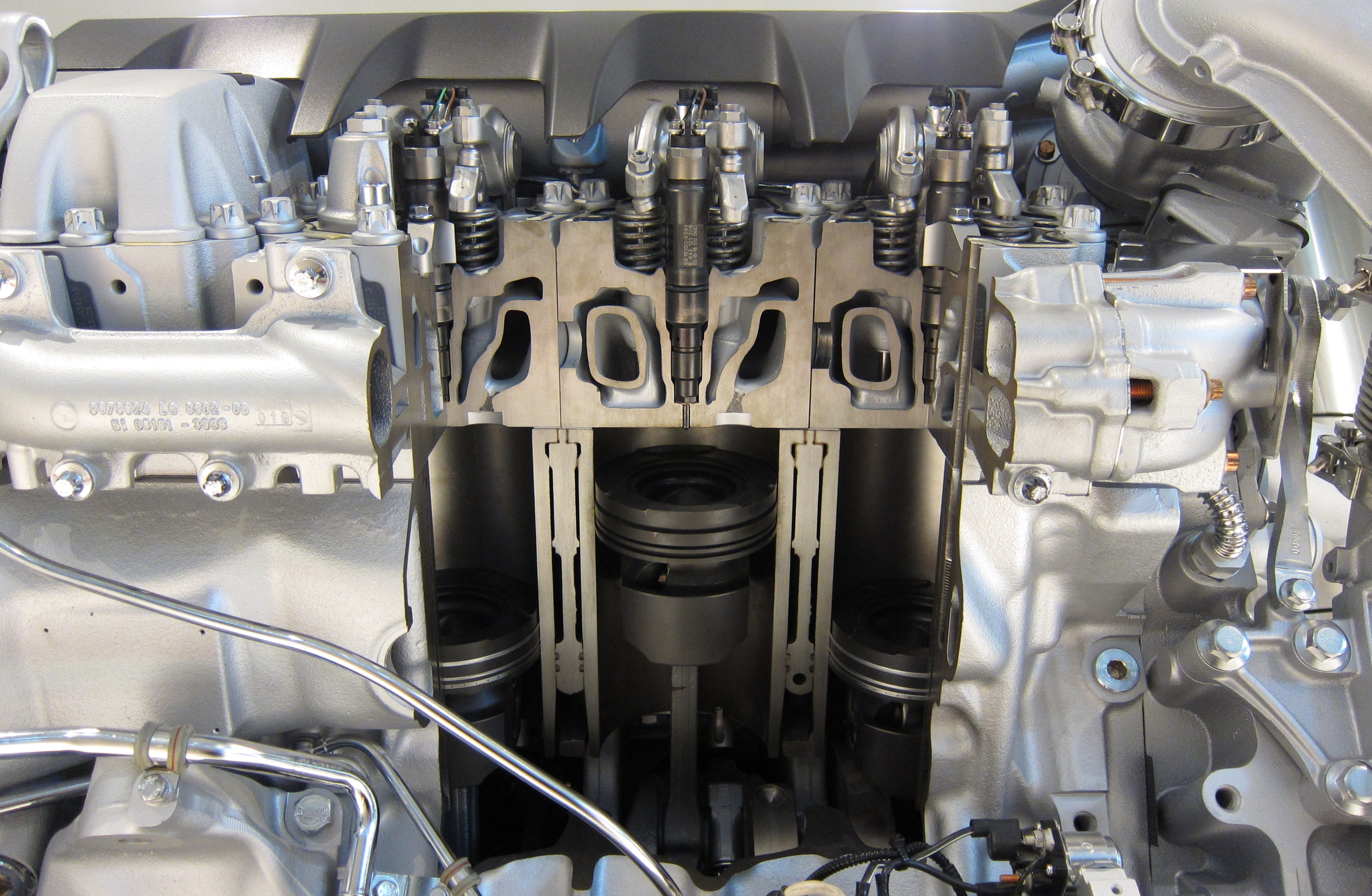
MAN V8柴油机的高压共轨

高压共轨燃油直喷（英語：Common rail direct fuel injection）是汽油机与柴油机的一种燃油直喷技术。对于柴油机，燃油压力高达1,800 bar或180 MPa或26,000 psi，引擎運轉时高压共轨使用单个电磁阀向发动机汽缸内直接供油。
而第三代共轨技术改採用精度更高的压电技术，柴油机燃油压力可高达3,000 bar（300 MPa；44,000 psi）。汽油机使用汽油直接喷射技术，其燃油压力一般为100bar至200bar之间。

## 历史

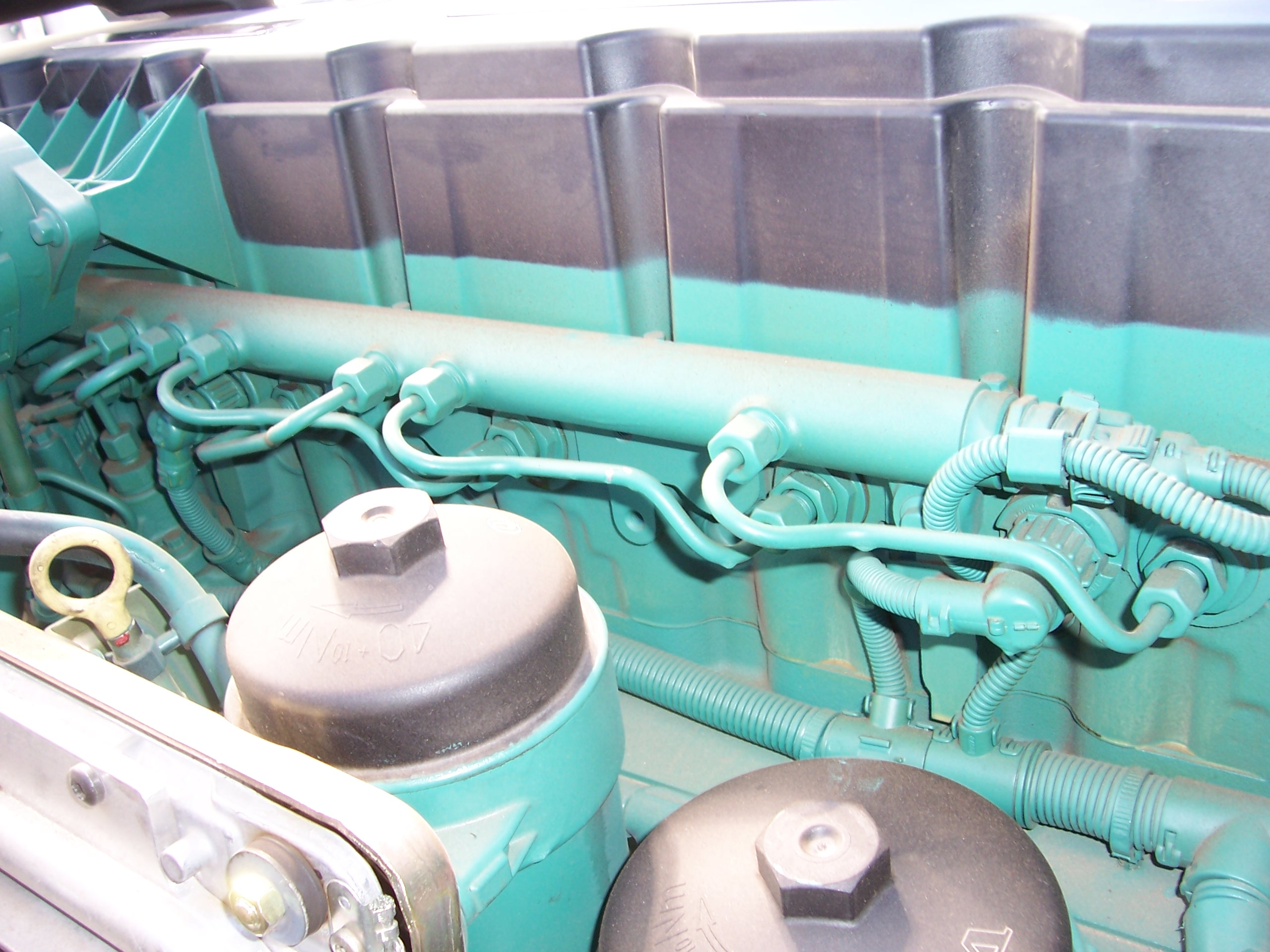
Volvo卡车引擎的高压共轨

1960年代末期Robert Huber在瑞士最先提出高压共轨技术。随后Dr. Marco Ganser在瑞士理工学院与上埃格里的Ganser-Hydromag AG仍一直改进该技术。
而最早用于整车的共轨技术是日本电装公司，由Dr. Shohei Itoh与Masahiko Miyaki开发、用于重型卡车发动机的ECD-U2共轨系统，并装在Hino Rising Ranger卡车，于1995年上市发售。
现代共轨系统由发动机控制单元（ECU）通过电子方式打开喷油器而不是使用机械方式（如凸轮轴）。这是在1990年代由玛涅蒂·马瑞利公司、菲亚特研究中心（Centro Ricerche Fiat）与Elasis公司等菲亚特集团关联公司研制。随后德国罗伯特·博世公司获取了该技术并完成批产改进。以后见之明，菲亚特似乎不应该出售如此高盈利的技术。但当时菲亚特由于险恶的财务状况已经别无选择，也没有时间与资源完成量产研制。1997年应用到旅客车，先是阿尔法·罗密欧的156型2.4JTD发动机，随后是同年的奔驰C 220 CDI。
高压共轨类似技术早已经用于船舶与铁路机车。如1942年的Cooper-Bessemer GN-8是液压操控的高压共轨柴油机。
英国维克斯公司早在1916年把类似的高压共轨技术用于潜艇的柴油机。燃油压力达3,000磅力每平方英寸（210巴；21帕斯卡）。
高压共轨技术适用于所有道路车辆的柴油机。从都市车（A级车，如第二代Fiat Panda）到 D级豪华轿车（如奥迪A8）。主要供应商包括：罗伯特·博世、德尔福、电装、西门子威迪欧（2007年被大陆集团收购）。

## 缩写

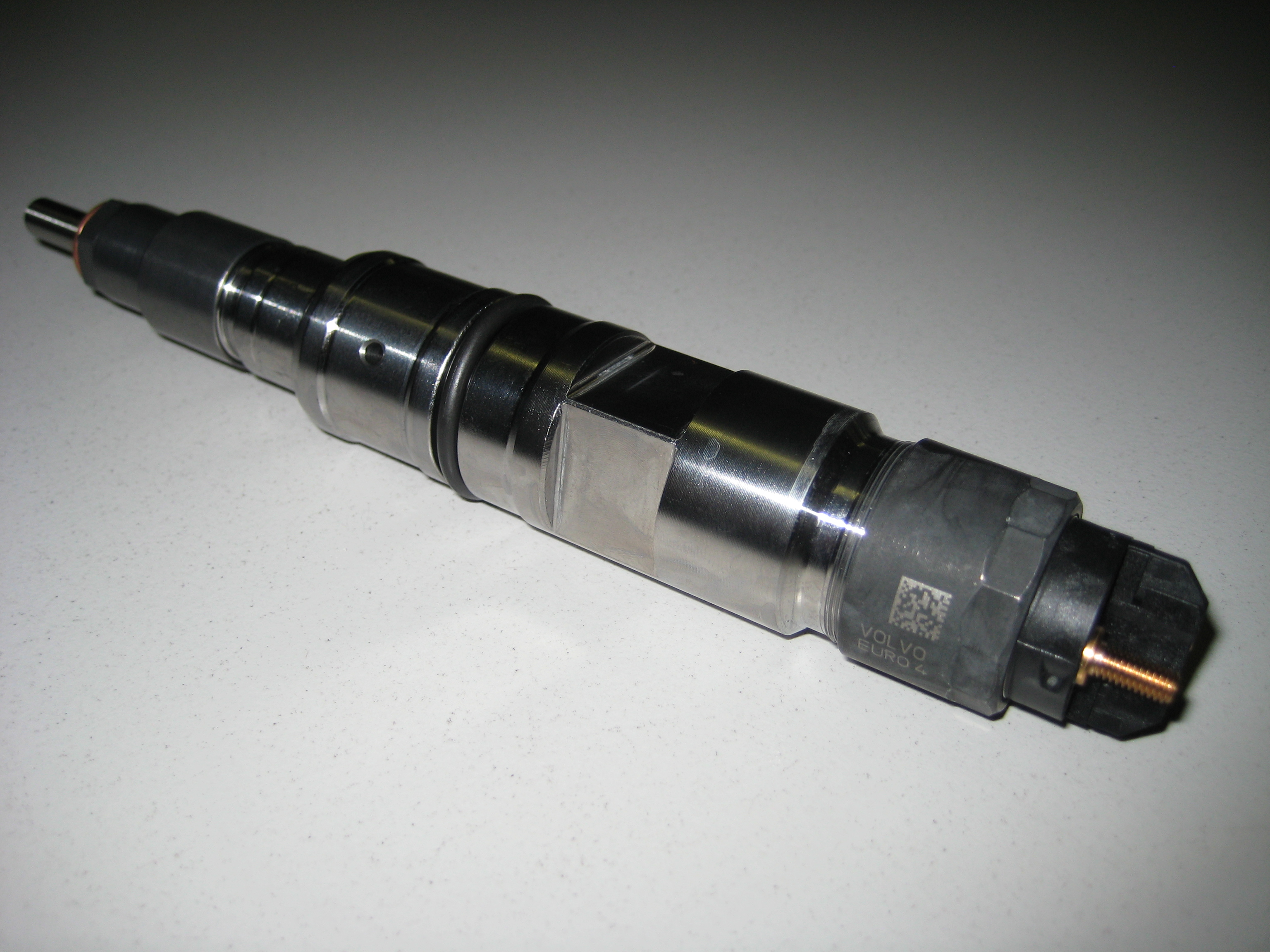
Volvo卡车引擎的博世高压共轨设备

各家制造商对高压共轨技术有自己的名称： 
- 阿斯霍克雷兰德（英语：Ashok Leyland）： CRS用于U系卡车与E4系大客车。
- 婆罗多奔驰（英语：BharatBenz）： 4D34i用于914R与1214R卡车
- 宝马： d
- 路虎神行者使用TD4
- 雪佛兰： VCDi （由VM Motori（英语：VM Motori）授权）
- 雪铁龙： HDI
- 康明斯与斯堪尼亚汽车： XPI （联合风险投资）
- 康明斯： CCR （康明斯的高压泵与罗伯特·博世的喷油器）
- 戴姆勒： CDI （与克莱斯勒的吉普车称作CRD）
- 菲亚特集团 （包括菲亚特， 阿尔法·罗密欧与蓝旗亚）： JTD（英语：JTD engine） （也称作MultiJet， JTDm， TDi， CDTi， TCDi， TiD， TTiD， DDiS与QuadraJet）
- 福特汽车： TDCi （Duratorq与Powerstroke（英语：Powerstroke）发动机）
- 本田： i-CTDi与i-DTEC
- 现代汽车与起亚： CRDi
- 伊朗霍德罗（英语：IKCO）： EFD
- 五十铃： iTEQ
- 吉普汽车： CRD
- 小松制作所： Tier3， Tier4， 4D95与高版本的HPCR系列
- 马恒达： CRDe与m2DiCR
- 马自达： MZR-CD与Skyactiv-D （由福特汽车与标致雪铁龙联合风险投资供货）与早期的DiTD
- 梅赛德斯-奔驰： CDI
- 三菱汽车： DI-D （主要用作最近开发的4N1（英语：Mitsubishi 4N1 engine）发动机家族）
- 日产汽车： dCi （英菲尼迪也用dCi发动机，但不称作dCi）
- 欧宝： CDTI
- 宝腾： SCDi
- 标致雪铁龙集团： HDI或HDi （与福特汽车联合开发） – 见PSA HDi发动机（英语：PSA HDi engine）
- 雷诺： dCi （与日产联合风险投资）
- 双龙汽车： XDi （大部分由戴姆勒制造）
- 斯巴鲁汽车： TD或D （截止2008年1月）
- 马鲁蒂铃木公司： DDiS （源自Fiat）
- 塔塔汽车： CR4， DICOR与TDi
- 丰田： D-4D与D-Cat
- 大众集团 （大众， 奥迪， 西亚特，斯柯达）： 涡轮增压直喷（英语：Turbocharged Direct Injection）（TDI） （最新型号用共轨取代了单体泵（英语：Unit Injector）发动机）
- 沃尔沃： D与D5发动机，Volvo Penta（英语：Volvo Penta）D系列发动机

## 原理

高压共轨技术原理图

电磁阀或压电技术阀门提供了燃油喷射时间与量的精确电子控制。燃油的高压提供了更好的雾化。少量的提前喷油降低了猛然燃烧时气缸的冲击与振动从而降低了发动机噪声，改善了冷启动。
高压共轨之前的直喷技术有下述缺点：
- 曲轴驱动的燃油加压。因此喷油压力比例于发动机转速。对于使用单体泵，这个缺陷更为明显，因为喷油时的压力取决于此时的瞬时压力。

高压共轨技术使用燃油导轨蓄积了压力高达2,000巴（200帕斯卡；29,000磅力每平方英寸）的燃油。所有的喷油嘴都使用油轨中的高压燃油。发动机控制单元（ECU）精确控制喷油嘴打开与关闭。